# Kárpát-csoport
A Kárpát-csoport egy magyar katonai alakulat volt, melyet Magyarország második világháborúba való belépése után állítottak fel és küldtek ki a keleti frontra.

## Története
A Kárpát-csoportot 1941. június 30-án állították fel, a VIII. Hadtestből, a Gyorshadtestből, a VIII. Határvadász dandárból és az 1. hegyidandárból. Parancsnokává vitéz Szombathelyi Ferenc altábornagyot nevezték ki. A csoport feladata volt a Kárpátokon átkelve, a visszavonuló szovjet csapatok üldözése, a Dnyeszter hídjainak birtokba vétele, és a német-román csapatok oldalának fedezése. A Kárpát-csoport június 28-án lépte át a határt, július 7-én pedig átkeltek a Dnyeszteren. Két nappal később a Gyorshadtest kilépett a Kárpát-csoportból a német Déli Hadseregcsoport alárendeltségébe lépve és folytatta a hadműveleteket november 6-ig, amikor is kivonták az arcvonalból. A Kárpát-csoport parancsnoksága megszálló feladatokra rendezkedett be, míg november elején a Magyar Megszálló Erők fel nem váltotta.